# ألان دياز
ألان دياز (17 ديسمبر 1986 بمومباي في الهند - ) هو لاعب كرة قدم هندي في مركز الوسط. لعب مع نادي مومباي لكرة القدم ونادي طيران الهند.

## وصلات خارجية
- ألان دياز على موقع قاعدة بيانات كرة القدم.إي يو (الإنجليزية)
- ألان دياز على موقع Soccerway.com (الإنجليزية)